# NN-337
La carretera NN‑337 es una vía departamental secundaria del departamento de Managua, con una longitud de 1.9 km. Fue habilitada en el año 2020 y conecta desde el norte en la comunidad de La Gallina, enlazando con la NN-336, hasta el sur en la playa Costa Azul. Esta ruta no se encuentra pavimentada y sirve como vía de acceso alternativo a sectores costeros turísticos de la región.

## Trazado y cruces
La siguiente tabla muestra su recorrido, localidades y principales conexiones:
| km  | Localidad        | Departamento | Conexión / Ruta |
| --- | ---------------- | ------------ | --------------- |
| 0.0 | La Gallina       | Managua      | NN 336          |
| 1.9 | Playa Costa Azul | Managua      |                 |